# 狸坂
座標: 北緯35度39分19.9秒 東経139度43分51.4秒 / 北緯35.655528度 東経139.730944度狸坂（たぬきざか／まみざか）は、東京都港区元麻布にある坂である。

## 由来
- かつてこの坂に古狸が棲んでおり、その狸が人を化かして、石の地蔵や石塔を道端に捨てられた赤ん坊に見せかけ、捨て子を不憫に思った人間にこの坂まで運ばせるということがしばしばあったという。そのため、この坂には絶えず地蔵や庚申の石塔等が転がっており、これが評判となり、この坂に「狸坂」という名がつけられたと伝えられる[3]。
- 麻布區史には「暗闇坂の南、一本松町との境をなす坂、一に旭坂ともいう。古時、古狸が出没して人を化かして困ったという」とある[4]。
- 港区史その他によれば昭和35年頃まで港区各地で狸の生息が報告されている[5]。
- 近くに大エノキがあり、その根元の洞穴にタヌキの親子が住んでいたという[6]。
- 武徳安民記は慶長5年関が原の戦いの折、続々と送られて来る首級の首実検を増上寺で行なった後、麻布の原に埋めた後供養したという。その場所は改選江戸志は麻布一本松の増上寺屋敷（今のセントメアリー教会辺）という[7]。

## 登場する文学作品
- 泉鏡花「雪柳」 - 麻布を歩いていた鏡花が、苦手とする犬に吠えられ、「狸のような色になって」飛び込んだ坂として表れる[8]。
- 岡本綺堂「綺堂むかし語り」 - 綺堂が「狸坂くらやみ坂や秋の暮」の句を詠む。綺堂は麻布に住んだが、その門前の細道の両端、東にはくらやみ坂、西には狸坂があったことによる[9]。

## 地理
- 坂の中間北緯35度39分19.3秒 東経139度43分52.8秒 / 北緯35.655361度 東経139.731333度
- 東京都港区の狸坂は元麻布2丁目11番、3丁目12,13番付近にある坂道である[10]。
- 坂下側はがま池を源流とする谷戸といわれる切れ込んだ小河川を中心とする地形で、その流れは本光寺裏から狸坂下を通り光隆寺前や広称寺前、安全寺前を通って麻布十番商店街を通って一之橋付近で古川に合流する[11]。
- 谷戸の一角の本光寺の南東の地域には昭和30年代さながらの町並みが残り、すぐ上の麻布中学校・高等学校との間に近道は無い。
- 坂下には港区が設置した標識があり「人をばかすたぬきが出没したといわれる。旭坂ともいうのは東へのぼるためか」と書かれている。
- 坂の途中に麻布セントメアリー教会がある[12]。
- 坂の上は、暗闇坂および一本松坂が出会い、仙台坂上へ行く平坦路もある。
- 自動車は坂上から坂下への一方通行である。

## 関連文献
- 「狸坂の狸 (麻布區狸坂)」 吉井魯斎『大東京猟奇』158頁（亀甲堂,1935）
- 俵元昭『東京史跡ガイド3 港区史跡散歩』161頁（学生社,1992）
- タモリ『タモリのTokyo坂道美学入門』（講談社,2004）